# 上條隆
上條 隆（かみじょう たかし、1955年10月 - ）は、日本の体育学者。
現在群馬大学教育学部保健体育講座教授・教育学部附属小学校長。専門領域はスポーツ医学・健康科学・野球。

## 略歴・人物
1978年4月 - 1981年3月　日本体育大学大学院体育学研究科。1981年4月 - 1986年3月　日本体育大学助手。
1986年4月 - 1990年3月　群馬大学教養部保健体育研究室講師。1990年4月 - 2007年3月　群馬大学教育学部学校教育講座保健体育専攻助教授。2007年4月 - 2009年3月　群馬大学教育学部学校教育講座保健体育専攻准教授。
2003年4月 - 2008年9月　群馬大学大学院医学系研究科（医学博士）。2009年4月 - 群馬大学教育学部学校教育講座保健体育専攻教授。

## 研究分野
中高年の健康・体力づくりに関する研究
（特に中等教育の野球指導）
- スポーツ医学
- 健康科学
- 保健医療分野における基礎研究推進事業
- 野球生理学

## 著書・論文

### 論文
- 『Regular Physical Exercise　Improves Physical Motor Functions and Biochemical Markers in Middle-aged and Elderly Women』（Journal of Physical

　　Activity and Health、2009年）
- 『地域貢献事業における中高年者の体力と血液検査の評価』 （群馬大学教育学部紀要、2006年）
- 『剣道が左足アキレス腱に与える影響と脚の疲労回復についての研究』 （群馬大学教育学部紀要、2004年）
- 『群馬町での生活習慣病予防研究：第一報』（群馬保健学紀要、2001年）
- 『生活習慣病の一次予防システムに関する研究』（群馬大学教育学部紀要、2002年）
- 『野球選手に見られた投球側肘痛－鍛練者と非鍛練者との投球フォームの比較』（群馬大学教育学部紀要、2003年）
- 『体験的科目「自然体験」の試み」（群馬大学教育学部教育実践研究、2003年）
- 『ソフトテニスにおけるフォアハンドストロークの分析 -オープンスタンスについて-』（群馬大学教育学部紀要、2004年）
- 『群馬県内の山村と町地域での耐糖能およびインスリン抵抗性の比較』（群馬保健学紀要、2006年）
- 『複数地域での同一指導法による運動を中心とした生活習慣 介入による耐糖能の改善』 （糖尿病第50巻、2007年）
- 『高校野球のチーム成績と選手の形態及び運動能力との関係について』（群馬大学教養部紀要、1993年）

他多数